# Novi fosili
I Novi fosili sono un gruppo musicale jugoslavo e poi croato.

## Discografia
- 1974 - Novi fosili
- 1978 - Da te ne volim
- 1980 - Nedovršene priče
- 1981 - Hitovi sa singl ploča
- 1981 - Budi uvijek blizu
- 1982 - Za djecu i odrasle
- 1983 - Volim te od 9 do 2 (i drugi veliki hitovi)
- 1983 - Poslije svega
- 1985 - Tvoje i moje godine
- 1986 - Za dobra stara vremena
- 1987 - Poziv na ples
- 1987 - Dijete sreće
- 1988 - Nebeske kočije
- 1989 - Obriši suze, generacijo - platinasta
- 1990 - Djeca ljubavi
- 1993 - Najbolje godine